# Сафронов Володимир Костянтинович
Володи́мир Костянти́нович Сафро́нов (29 грудня 1934 — 26 грудня 1979) — радянський боксер-любитель напівлегкої ваги, олімпійський чемпіон (1956), бронзовий призер чемпіонату Європи (1957), дворазовий чемпіон СРСР (1958, 1962), заслужений майстер спорту СРСР.

## Життєпис
Народився в м. Іркутську, РРФСР, СРСР. Дитячі роки провів в Улан-Уде, де й розпочав заняття боксом. Вигравав першість Улан-Уде та першість Бурят-Монгольської АРСР.
У 1951 році, після закінчення сьомого класу, повернувся в Іркутськ, де вступив до художнього училища. Перемагав у першості міста серед юнаків, на зональних змаганнях Сибіру і Далекого Сходу.
Першого значного успіху досяг у 1954 році, ставши чемпіоном РРФСР. У 1955 році виборов першість ВЦРПС. Того ж року призваний до лав ЗС СРСР. Певний час проходив службу в Забайкальському військовому окрузі (м. Чита), згодом був переведений до Москви, де виступав за ЦСКА. У 1956 році став переможцем Спартакіади народів РРФСР, після чого був залучений тренерським штабом збірної СРСР з боксу до передолімпійських зборів, що проходили у Ташкенті (Узбекистан).
На літні Олімпійські ігри 1956 року в Мельбурні (Австралія) потрапив в останній момент: основний претендент на участь в напівлегкій вазі Олександр Засухін отримав травму і тренери змушені були шукати йому заміну. Почергово перемігши італійця Агостіно Коссіа, француза Андре де Соуза і поляка Генріка Неджвецькі, у фінальному поєдинку здолав чемпіона Європи британця Томмі Ніколса.
Після повернення з Олімпіади, значну увагу почав приділяти малюванню, а також навчанню в студії військових художників імені Грекова. Залишивши активні заняття спортом, присвятив себе художній творчості, тривалий час працював художнім редактором у видавництві «Физкультура и спорт».
Протягом останніх років життя мав алкогольну залежність, внаслідок якої й помер. Похований на Кунцевському кладовищі.

## Особисте життя
В останні роки життя жив цивільним шлюбом з актрисою Майєю Булгаковою.

## Вшанування пам'яті
Протягом багатьох років в місті Улан-Уде проводиться міжнародний боксерський турнір серед юнаків пам'яті Володимира Сафронова.